# Partito Democratico (Montenegro)
Il Partito Democratico (in albanese: Partia Demokratike - PD; in montenegrino: Democratska Partija - DP) è un partito politico del Montenegro fondato nel 2010 e guidato da Fatmir Gjeka.

## Storia
Il partito venne fondato nell'aprile 2010 a Dulcigno dall'attuale leader Fatmir Gjeka, ex vicepresidente dell'Unione Democratica degli Albanesi (UDSH) e sindaco di Dulcigno dal 2008 al 2011.
Nelle elezioni parlamentari montenegrine del 2023, il PD fece parte della coalizione Alleanza albanese, che ottenne l'1,49% dei voti ed elesse un parlamentare. Il membro eletto al Parlamento appartiene alla formazione Nuova Forza Democratica.